# Lilla Alten
Lilla Alten är en sjö i Norbergs kommun i Västmanland och ingår i Norrströms huvudavrinningsområde.